# Constante universelle des gaz parfaits
En physique, la constante universelle des gaz parfaits (notée {\displaystyle R}, {\displaystyle R_{m}} ou {\displaystyle R^{n}}) est le produit du nombre d'Avogadro ({\displaystyle N_{\text{A}}}) et de la constante de Boltzmann ({\displaystyle k_{\text{B}}}). Ce produit vaut exactement :

## Histoire des sciences
La constante universelle des gaz parfaits a été empiriquement déterminée en tant que constante de proportionnalité de l'équation des gaz parfaits. Elle établit le lien entre les variables d'état que sont la température, la quantité de matière, la pression et le volume. Elle est également utilisée dans de nombreuses autres applications et formules.
Il n'est pas évident à priori que cette constante soit universelle ; on pourrait supposer que la pression d'un gaz dépend de sa masse, mais ce n'est pas le cas pour les gaz parfaits. Ce constat est exprimé par la loi d'Avogadro, énoncée pour la première fois par Amedeo Avogadro en 1811.

## Expression de la constante dans d'autres unités
Les valeurs de la constantes dans différents systèmes sont :
| Valeurs de {\displaystyle R} | Unités           |
| ---------------------------- | ---------------- |
| 8,314 462 618 153 24         | J mol−1 K−1      |
| 0,082 06                     | l atm mol−1 K−1  |
| 8,205 7 × 10−5               | m3 atm mol−1 K−1 |
| 62,3637                      | l Torr mol−1 K−1 |
| 1,987                        | cal mol−1 K−1    |

## Constantes spécifiques des gaz parfaits
On obtient la constante spécifique (ou individuelle) d'un gaz, notée {\displaystyle r} ou {\displaystyle R_{s}}, en divisant la constante universelle des gaz parfaits par la masse molaire du gaz :
La masse molaire de l'air sec vaut :
{\displaystyle M_{\text{air}}} = 0,028 964 4 kg mol−1
Ainsi, la constante spécifique de l'air sec vaut :
{\displaystyle R_{s,{\text{air}}}} = 287,058 J kg−1 K−1
La constante spécifique {\displaystyle R_{s}} est parfois notée {\displaystyle R}, ce qui peut amener à la confondre avec la constante universelle (cette dernière pourra être notée {\displaystyle {\overline {R}}}). La distinction dépend du contexte et des unités utilisées.

## Applications

### Gaz parfaits
La loi des gaz parfaits s'écrit :
avec :
- {\displaystyle n} la quantité de gaz ;
- {\displaystyle P} la pression ;
- {\displaystyle T} la température thermodynamique ;
- {\displaystyle V} le volume.

Elle peut également s'écrire :
avec {\displaystyle m} la masse de gaz.
Les capacité thermique isobare {\displaystyle C_{P}} et capacité thermique isochore {\displaystyle C_{V}} d'un gaz parfait sont liées par la relation de Mayer :
Pour un gaz parfait monoatomique, de type argon, la physique statistique montre que la capacité thermique isochore molaire vaut {\displaystyle {\bar {C}}_{V}={3 \over 2}R} à toute température ; la relation de Mayer induit que la capacité thermique isobare molaire vaut {\displaystyle {\bar {C}}_{P}={5 \over 2}R}. Pour un gaz parfait diatomique, de type dioxygène ou diazote et leur mélange air, à température ambiante, il est possible de même de démontrer que {\displaystyle {\bar {C}}_{V}={5 \over 2}R} et {\displaystyle {\bar {C}}_{P}={7 \over 2}R} ; ces valeurs augmentent avec la température.

### Potentiel chimique
La fugacité {\displaystyle f_{i}} d'un corps {\displaystyle i} quelconque, pur ou en mélange, quelles que  soient les conditions de pression, température et phase, est définie par la variation isotherme de son potentiel chimique {\displaystyle \mu _{i}} à la température {\displaystyle T} :
Une solution idéale est définie par les relations sur tous ses constituants :
avec :
- {\displaystyle \mu _{i}^{*}} le potentiel chimique du corps {\displaystyle i} pur dans les mêmes conditions de pression, température et phase que la solution ;
- {\displaystyle x_{i}} la fraction molaire du corps {\displaystyle i}.

Dans une solution réelle, la relation devient :
avec :
- {\displaystyle \mu _{i}^{\circ }} le potentiel chimique du corps {\displaystyle i} pur dans un état standard  à la même température que la solution ;
- {\displaystyle a_{i}} l'activité chimique du corps {\displaystyle i}.

#### Publications originales
- [Clapeyron 1834] Émile Clapeyron, « Mémoire sur la puissance motrice de la chaleur », Journal de l'École polytechnique, t. XVI, no 23,‎ 1834, p. 153-190 (lire en ligne), réimpr. :
  - [Clapeyron 2006] Émile Clapeyron, Mémoire sur la puissance motrice de la chaleur (précédé d'une biographie de l'auteur par Joseph Hirsch), Paris, J. Gabay, 2006, 1 vol., 56, ill. et fig., 17 × 24 cm, br. (ISBN 978-2-87647-283-9, EAN 9782876472839, OCLC 470660000, BNF 40936143, SUDOC 112431151, présentation en ligne, lire en ligne).
- [Clausius 1850] (de) Rudolf Clausius, « Ueber die bewegende Kraft der Wärme und die Gesetze, welche sich daraus für die Wärmelehre selbst ableiten lassen » [« Sur la force motrice de la chaleur et les lois qui s'en déduisent pour la théorie même de la chaleur »], Ann. Phys., vol. 155, no 3,‎ 1850, p. 368-397 (OCLC 4643655307, DOI 10.1002/andp.18501550306, lire en ligne).
- [Horstmann 1873] (de) August Horstmann, « Theorie der Dissociation » [« Théorie de la dossociation »], Ann. Chem., vol. 170, no 1‐2,‎ 1873, p. 192-210 (OCLC 4648468455, DOI 10.1002/jlac.18731700118, lire en ligne).

#### Articles
- [Giannoni 2020] Michel Giannoni, « Anatomie des constantes : charge élémentaire, constante de Boltzmann, constante d'Avogadro », La Revue polytechnique, vol. 123e an., no 1857,‎ mai 2020, p. 20-21 (résumé, lire en ligne [PDF]).
- [Jensen 2003] (en) William B. Jensen, « The universal gas constant R » [« La constante universelle des gaz R »], J. Chem. Educ., vol. 80, no 7,‎ juill. 2003, p. 731-732 (OCLC 207906061, DOI 10.1021/ed080p731, Bibcode 2003JChEd..80..731J, résumé, lire en ligne [PDF]).

#### Ouvrages
- [Dubesset 2000] Michel Dubesset (préf. de Gérard Grau), Le manuel du Système international d'unités : lexique et conversions, Paris, Technip, coll. « Publications de l'Institut français du pétrole » (no 20), sept. 2000, 1re éd., 1 vol., XX-169, ill., fig. et tabl., 15 × 22 cm, br. (ISBN 2-7108-0762-9, EAN 9782710807629, OCLC 300462332, BNF 37624276, SUDOC 052448177, présentation en ligne, lire en ligne), s.v. constante molaire des gaz (parfaits), p. 51.
- [Menten 2013] Pierre de Menten de Horne (préf. de Brigitte Van Tiggelen), Dictionnaire de chimie : une approche étymologique et historique, Bruxelles, De Boeck Supérieur, hors coll. / sciences, oct. 2013, 1re éd., 1 vol., 395, ill. et fig., 17 × 24 cm, br. (ISBN 978-2-8041-8175-8, EAN 9782804181758, OCLC 863131805, BNF 43681551, SUDOC 172765986, présentation en ligne, lire en ligne), s.v. loi des gaz parfaits, p. 190, col. 2.
- [Taillet, Villain et Febvre 2018] Richard Taillet, Loïc Villain et Pascal Febvre, Dictionnaire de physique : + de 6500 termes, nombreuses références historiques, des milliers de références bibliographiques, Louvain-la-Neuve, De Boeck Supérieur, hors coll. / sciences, janv. 2018, 4e éd. (1re éd. mai 2008), X-956 p., ill. et fig., 17 × 24 cm, br. (ISBN 978-2-8073-0744-5, EAN 9782807307445, OCLC 1022951339, BNF 45646901, SUDOC 224228161, présentation en ligne, lire en ligne), s.v. gaz parfaits (constante des), p. 333-334.